# 지란지교시큐리티
주식회사 지란지교시큐리티(영어: Jiransecurity)는 대한민국의  이메일 보안 문서보안 모바일 보안 기업이다.

## 역사 및 현황
2014년 1월에 지란지교소프트 보안사업본부에서 분사하여 설립되었다. 2016년 9월 1일에는 코스닥 시장에 상장하였으며, 2023년 3월 30일에는 본사를 서울특별시 강남구 역삼로 542, 5층 502호에서 경기도 성남시 수정구 금토로80번길 37, 4층으로 이전하였다.